# Agrostis paulsenii
Agrostis paulsenii är en gräsart som beskrevs av Eduard Hackel. Agrostis paulsenii ingår i släktet ven, och familjen gräs. Inga underarter finns listade i Catalogue of Life.